# 3023 Heard
3023 Heard è un asteroide della fascia principale. Scoperto nel 1981, presenta un'orbita caratterizzata da un semiasse maggiore pari a 2,2156895 UA e da un'eccentricità di 0,0851641, inclinata di 3,99421° rispetto all'eclittica.
L'asteroide è dedicato all'astronomo canadese John Frederick Heard.